# 丰塔内托-达戈尼亚
丰塔内托-达戈尼亚（義大利語：Fontaneto d'Agogna），是意大利诺瓦拉省的一个市镇。总面积21平方公里，人口2727人，人口密度129.9人/平方公里（2009年）。ISTAT代码为003066。